# Cathedral Peaks
Die Cathedral Peaks (englisch für Kathedralspitzen) sind ein schroffes Massiv mit mehreren markanten Berggipfeln  in der antarktischen Ross Dependency.  Im Königin-Maud-Gebirge erstrecken sie sich nördlich des Lubbock Ridge über eine Länge von 13 km entlang der Ostflanke des Shackleton-Gletschers.
Der US-amerikanische Geologe Franklin Alton Wade (1903–1978), Leiter einer Mannschaft der Texas Tech University zur Erkundung des Shackleton-Gletschers zwischen 1962 und 1963, benannte das Massiv so, weil ihn die Gipfel an die Fialen und Turmspitzen einer Kathedrale erinnerten.